# The New Stenographer (film 1914)
The New Stenographer è un cortometraggio muto del 1914 diretto da Wilfred North (Wilfrid North).

## Produzione
Il film fu prodotto dalla Vitagraph Company of America.

## Distribuzione
Distribuito dalla General Film Company, il film - un cortometraggio in una bobina - uscì nelle sale cinematografiche statunitensi il 12 agosto 1914.